# Atrina zelandica
Atrina zelandica is een tweekleppigensoort uit de familie van de Pinnidae. De wetenschappelijke naam van de soort is voor het eerst geldig gepubliceerd in 1835 door Gray in Yate.